# Lista över fornlämningar i Kalmar kommun (Ljungby)
Lista över fornlämningar i Kalmar kommun (Ljungby) är en förteckning av ett urval av de fornlämningar som finns i Ljungby i Kalmar kommun.
| Namn                       | Lämningstyp                 | Tillkomsttid | Historisk indelning | Plats         | Läge                 | ID-nr          | Bild                                      |
| -------------------------- | --------------------------- | ------------ | ------------------- | ------------- | -------------------- | -------------- | ----------------------------------------- |
| Ljungby 1:1                | Gravfält                    |              | Ljungby, Småland    |               | 56.680304, 16.140770 | 10083500010001 | Ladda upp en bild av detta fornminne      |
| Ljungby 1:2                | Gravfält                    |              | Ljungby, Småland    |               | 56.679525, 16.140812 | 10083500010002 | Ladda upp en bild av detta fornminne      |
| Ljungby 1:3                | Stensättning                |              | Ljungby, Småland    |               | 56.679863, 16.142165 | 10083500010003 | Ladda upp en bild av detta fornminne      |
| Ljungby 2:1                | Gravfält                    |              | Ljungby, Småland    |               | 56.678992, 16.148279 | 10083500020001 | Ladda upp en bild av detta fornminne      |
| Ljungby 3:1                | Gravfält                    |              | Ljungby, Småland    |               | 56.678497, 16.140935 | 10083500030001 | Ladda upp en bild av detta fornminne      |
| Ljungby 5:2                | Stensättning                |              | Ljungby, Småland    |               | 56.675220, 16.151590 | 10083500050002 | Ladda upp en bild av detta fornminne      |
| Ljungby 5:3                | Stensättning                |              | Ljungby, Småland    |               | 56.675012, 16.151979 | 10083500050003 | Ladda upp en bild av detta fornminne      |
| Ljungby 6:1                | Gravfält                    |              | Ljungby, Småland    |               | 56.674705, 16.153956 | 10083500060001 | Ladda upp en bild av detta fornminne      |
| Tallbacken (Ljungby 7:1)   | Gravfält                    |              | Ljungby, Småland    |               | 56.671517, 16.156385 | 10083500070001 | Ladda upp en bild av detta fornminne      |
| Drakabacken (Ljungby 8:1)  | Stensättning                |              | Ljungby, Småland    |               | 56.670005, 16.166284 | 10083500080001 | Ladda upp en bild av detta fornminne      |
| Ljungby 9:1                | Gravfält                    |              | Ljungby, Småland    |               | 56.660496, 16.158826 | 10083500090001 | Ladda upp en bild av detta fornminne      |
| Ljungby 10:1               | Gravfält                    |              | Ljungby, Småland    |               | 56.656655, 16.157760 | 10083500100001 | Ladda upp en bild av detta fornminne      |
| Stora röret (Ljungby 12:1) | Röse                        |              | Ljungby, Småland    |               | 56.654847, 16.181199 | 10083500120001 | Ladda upp en bild av detta fornminne      |
| Grimskullen (Ljungby 13:1) | Röse                        |              | Ljungby, Småland    |               | 56.652955, 16.192349 | 10083500130001 | Ladda upp en bild av detta fornminne      |
| Ljungby 14:1               | Stensättning                |              | Ljungby, Småland    |               | 56.642725, 16.184897 | 10083500140001 | Ladda upp en bild av detta fornminne      |
| Ljungby 14:2               | Stenkrets                   |              | Ljungby, Småland    |               | 56.642967, 16.184964 | 10083500140002 | Ladda upp en bild av detta fornminne      |
| Ljungby 14:3               | Stensättning                |              | Ljungby, Småland    |               | 56.642573, 16.184569 | 10083500140003 | Ladda upp en bild av detta fornminne      |
| Ljungby 15:1               | Hög                         |              | Ljungby, Småland    |               | 56.642678, 16.190890 | 10083500150001 | Ladda upp en bild av detta fornminne      |
| Ljungby 16:1               | Hög                         |              | Ljungby, Småland    |               | 56.640595, 16.198234 | 10083500160001 | Ladda upp en bild av detta fornminne      |
| Ljungby 17:1               | Stensättning                |              | Ljungby, Småland    |               | 56.638402, 16.195764 | 10083500170001 | Ladda upp en bild av detta fornminne      |
| Ljungby 17:2               | Stensättning                |              | Ljungby, Småland    |               | 56.638502, 16.196448 | 10083500170002 | Ladda upp en bild av detta fornminne      |
| Ljungby 19:1               | Stensättning                |              | Ljungby, Småland    |               | 56.636412, 16.151145 | 10083500190001 | Ladda upp en bild av detta fornminne      |
| Ljungby 20:1               | Stensättning                |              | Ljungby, Småland    |               | 56.634694, 16.140873 | 10083500200001 | Ladda upp en bild av detta fornminne      |
| Sm 169 (Ljungby 21:1)      | Runristning                 |              | Ljungby, Småland    | Ljungby kyrka | 56.632428, 16.168633 | 10083500210001 | Ladda upp en till bild av detta fornminne |
| Ljungby 23:1               | Röse                        |              | Ljungby, Småland    |               | 56.627019, 16.134355 | 10083500230001 | Ladda upp en bild av detta fornminne      |
| Ljungby 24:1               | Röse                        |              | Ljungby, Småland    |               | 56.626309, 16.121885 | 10083500240001 | Ladda upp en bild av detta fornminne      |
| Ljungby 26:1               | Röse                        |              | Ljungby, Småland    |               | 56.623556, 16.195945 | 10083500260001 | Ladda upp en bild av detta fornminne      |
| Ljungby 27:1               | Röse                        |              | Ljungby, Småland    |               | 56.621760, 16.188632 | 10083500270001 | Ladda upp en bild av detta fornminne      |
| Ljungby 28:1               | Röse                        |              | Ljungby, Småland    |               | 56.622626, 16.179992 | 10083500280001 | Ladda upp en bild av detta fornminne      |
| Ljungby 29:1               | Röse                        |              | Ljungby, Småland    |               | 56.622117, 16.195979 | 10083500290001 | Ladda upp en bild av detta fornminne      |
| Ljungby 30:1               | Stensättning                |              | Ljungby, Småland    |               | 56.621579, 16.204574 | 10083500300001 | Ladda upp en bild av detta fornminne      |
| Ljungby 30:2               | Stensättning                |              | Ljungby, Småland    |               | 56.621554, 16.204399 | 10083500300002 | Ladda upp en bild av detta fornminne      |
| Ljungby 31:1               | Gravfält                    |              | Ljungby, Småland    |               | 56.621258, 16.198020 | 10083500310001 | Ladda upp en bild av detta fornminne      |
| Ljungby 32:1               | Röse                        |              | Ljungby, Småland    |               | 56.621429, 16.202076 | 10083500320001 | Ladda upp en bild av detta fornminne      |
| Ljungby 32:2               | Stensättning                |              | Ljungby, Småland    |               | 56.621442, 16.201815 | 10083500320002 | Ladda upp en bild av detta fornminne      |
| Ljungby 33:1               | Stensättning                |              | Ljungby, Småland    |               | 56.621270, 16.200189 | 10083500330001 | Ladda upp en bild av detta fornminne      |
| Ljungby 34:1               | Röse                        |              | Ljungby, Småland    |               | 56.620094, 16.187268 | 10083500340001 | Ladda upp en bild av detta fornminne      |
| Ljungby 35:1               | Stensättning                |              | Ljungby, Småland    |               | 56.618551, 16.199448 | 10083500350001 | Ladda upp en bild av detta fornminne      |
| Ljungby 36:1               | Röse                        |              | Ljungby, Småland    |               | 56.618962, 16.182253 | 10083500360001 | Ladda upp en bild av detta fornminne      |
| Ljungby 36:2               | Stensättning                |              | Ljungby, Småland    |               | 56.618748, 16.182739 | 10083500360002 | Ladda upp en bild av detta fornminne      |
| Ljungby 37:1               | Röse                        |              | Ljungby, Småland    |               | 56.618349, 16.188237 | 10083500370001 | Ladda upp en bild av detta fornminne      |
| Ljungby 38:1               | Röse                        |              | Ljungby, Småland    |               | 56.617780, 16.195645 | 10083500380001 | Ladda upp en bild av detta fornminne      |
| Ljungby 39:1               | Röse                        |              | Ljungby, Småland    |               | 56.615793, 16.189713 | 10083500390001 | Ladda upp en bild av detta fornminne      |
| Ljungby 40:1               | Röse                        |              | Ljungby, Småland    |               | 56.615599, 16.194988 | 10083500400001 | Ladda upp en bild av detta fornminne      |
| Ljungby 41:1               | Röse                        |              | Ljungby, Småland    |               | 56.615444, 16.195817 | 10083500410001 | Ladda upp en bild av detta fornminne      |
| Ljungby 41:2               | Stensättning                |              | Ljungby, Småland    |               | 56.615327, 16.195995 | 10083500410002 | Ladda upp en bild av detta fornminne      |
| Ljungby 41:3               | Stensättning                |              | Ljungby, Småland    |               | 56.615353, 16.196191 | 10083500410003 | Ladda upp en bild av detta fornminne      |
| Ljungby 41:4               | Stensättning                |              | Ljungby, Småland    |               | 56.615488, 16.196110 | 10083500410004 | Ladda upp en bild av detta fornminne      |
| Ljungby 42:1               | Stensättning                |              | Ljungby, Småland    |               | 56.615133, 16.160272 | 10083500420001 | Ladda upp en bild av detta fornminne      |
| Ljungby 43:1               | Röse                        |              | Ljungby, Småland    |               | 56.614458, 16.194118 | 10083500430001 | Ladda upp en bild av detta fornminne      |
| Ljungby 44:1               | Röse                        |              | Ljungby, Småland    |               | 56.614190, 16.197824 | 10083500440001 | Ladda upp en bild av detta fornminne      |
| Ljungby 45:1               | Stensättning                |              | Ljungby, Småland    |               | 56.610106, 16.159191 | 10083500450001 | Ladda upp en bild av detta fornminne      |
| Ljungby 45:2               | Grav markerad av sten/block |              | Ljungby, Småland    |               | 56.610050, 16.159110 | 10083500450002 | Ladda upp en bild av detta fornminne      |
| Ljungby 45:3               | Grav markerad av sten/block |              | Ljungby, Småland    |               | 56.610074, 16.159062 | 10083500450003 | Ladda upp en bild av detta fornminne      |
| Ljungby 45:4               | Grav markerad av sten/block |              | Ljungby, Småland    |               | 56.610022, 16.159138 | 10083500450004 | Ladda upp en bild av detta fornminne      |
| Ljungby 46:1               | Röse                        |              | Ljungby, Småland    |               | 56.609590, 16.191410 | 10083500460001 | Ladda upp en bild av detta fornminne      |
| Ljungby 46:2               | Stensättning                |              | Ljungby, Småland    |               | 56.609491, 16.191604 | 10083500460002 | Ladda upp en bild av detta fornminne      |
| Ljungby 46:3               | Stensättning                |              | Ljungby, Småland    |               | 56.609607, 16.191785 | 10083500460003 | Ladda upp en bild av detta fornminne      |
| Ljungby 46:4               | Stensättning                |              | Ljungby, Småland    |               | 56.609725, 16.191558 | 10083500460004 | Ladda upp en bild av detta fornminne      |
| Ljungby 47:1               | Röse                        |              | Ljungby, Småland    |               | 56.603422, 16.210283 | 10083500470001 | Ladda upp en bild av detta fornminne      |
| Ljungby 48:1               | Gravfält                    |              | Ljungby, Småland    |               | 56.602910, 16.163160 | 10083500480001 | Ladda upp en bild av detta fornminne      |
| Ljungby 49:1               | Röse                        |              | Ljungby, Småland    |               | 56.588775, 16.206262 | 10083500490001 | Ladda upp en bild av detta fornminne      |
| Ljungby 50:1               | Röse                        |              | Ljungby, Småland    |               | 56.587859, 16.206377 | 10083500500001 | Ladda upp en bild av detta fornminne      |
| Vita rös? (Ljungby 51:1)   | Röse                        |              | Ljungby, Småland    |               | 56.586341, 16.208946 | 10083500510001 | Ladda upp en bild av detta fornminne      |
| Ljungby 52:1               | Gravfält                    |              | Ljungby, Småland    |               | 56.585921, 16.213268 | 10083500520001 | Ladda upp en bild av detta fornminne      |
| Ljungby 54:1               | Röse                        |              | Ljungby, Småland    |               | 56.618652, 16.192120 | 10083500540001 | Ladda upp en bild av detta fornminne      |
| Ljungby 58:1               | Stensättning                |              | Ljungby, Småland    |               | 56.670992, 16.179938 | 10083500580001 | Ladda upp en bild av detta fornminne      |
| Ljungby 58:2               | Stensättning                |              | Ljungby, Småland    |               | 56.670951, 16.178928 | 10083500580002 | Ladda upp en bild av detta fornminne      |
| Ljungby 58:3               | Stensättning                |              | Ljungby, Småland    |               | 56.670961, 16.178781 | 10083500580003 | Ladda upp en bild av detta fornminne      |
| Ljungby 59:1               | Stensättning                |              | Ljungby, Småland    |               | 56.670729, 16.175887 | 10083500590001 | Ladda upp en bild av detta fornminne      |
| Ljungby 60:1               | Stensättning                |              | Ljungby, Småland    |               | 56.670634, 16.175326 | 10083500600001 | Ladda upp en bild av detta fornminne      |
| Ljungby 62:1               | Stenkrets                   |              | Ljungby, Småland    |               | 56.665413, 16.158821 | 10083500620001 | Ladda upp en bild av detta fornminne      |
| Ljungby 69:1               | Minnesmärke                 |              | Ljungby, Småland    |               | 56.631417, 16.140111 | 10083500690001 | Ladda upp en bild av detta fornminne      |
| Ljungby 71:1               | Gravfält                    |              | Ljungby, Småland    |               | 56.605272, 16.102242 | 10083500710001 | Ladda upp en bild av detta fornminne      |
| Ljungby 72:1               | Gravfält                    |              | Ljungby, Småland    |               | 56.636053, 16.195547 | 10083500720001 | Ladda upp en bild av detta fornminne      |
| Ljungby 77:1               | Stensättning                |              | Ljungby, Småland    |               | 56.640666, 16.173593 | 10083500770001 | Ladda upp en bild av detta fornminne      |
| Ljungby 82:1               | Stenkrets                   |              | Ljungby, Småland    |               | 56.638190, 16.159006 | 10083500820001 | Ladda upp en bild av detta fornminne      |
| Ljungby 85:1               | Stensättning                |              | Ljungby, Småland    |               | 56.633581, 16.201866 | 10083500850001 | Ladda upp en bild av detta fornminne      |
| Ljungby 87:1               | Röse                        |              | Ljungby, Småland    |               | 56.626953, 16.183461 | 10083500870001 | Ladda upp en bild av detta fornminne      |
| Ljungby 91:1               | Stensättning                |              | Ljungby, Småland    |               | 56.621074, 16.204283 | 10083500910001 | Ladda upp en bild av detta fornminne      |
| Ljungby 92:1               | Röse                        |              | Ljungby, Småland    |               | 56.622833, 16.189073 | 10083500920001 | Ladda upp en bild av detta fornminne      |
| Ljungby 92:2               | Röse                        |              | Ljungby, Småland    |               | 56.623020, 16.189025 | 10083500920002 | Ladda upp en bild av detta fornminne      |
| Ljungby 93:1               | Stensättning                |              | Ljungby, Småland    |               | 56.621916, 16.185483 | 10083500930001 | Ladda upp en bild av detta fornminne      |
| Ljungby 94:1               | Röse                        |              | Ljungby, Småland    |               | 56.619142, 16.190089 | 10083500940001 | Ladda upp en bild av detta fornminne      |
| Ljungby 95:1               | Röse                        |              | Ljungby, Småland    |               | 56.617756, 16.191133 | 10083500950001 | Ladda upp en bild av detta fornminne      |
| Ljungby 97:1               | Stensättning                |              | Ljungby, Småland    |               | 56.615639, 16.196633 | 10083500970001 | Ladda upp en bild av detta fornminne      |
| Ljungby 97:2               | Stensättning                |              | Ljungby, Småland    |               | 56.615829, 16.196423 | 10083500970002 | Ladda upp en bild av detta fornminne      |
| Ljungby 97:3               | Stensättning                |              | Ljungby, Småland    |               | 56.615982, 16.196213 | 10083500970003 | Ladda upp en bild av detta fornminne      |
| Ljungby 98:1               | Röse                        |              | Ljungby, Småland    |               | 56.615859, 16.198345 | 10083500980001 | Ladda upp en bild av detta fornminne      |
| Ljungby 99:1               | Röse                        |              | Ljungby, Småland    |               | 56.613964, 16.188360 | 10083500990001 | Ladda upp en bild av detta fornminne      |
| Ljungby 100:1              | Stensättning                |              | Ljungby, Småland    |               | 56.612331, 16.194206 | 10083501000001 | Ladda upp en bild av detta fornminne      |
| Ljungby 101:1              | Röse                        |              | Ljungby, Småland    |               | 56.606892, 16.196170 | 10083501010001 | Ladda upp en bild av detta fornminne      |
| Ljungby 103:1              | Röse                        |              | Ljungby, Småland    |               | 56.606390, 16.192388 | 10083501030001 | Ladda upp en bild av detta fornminne      |
| Ljungby 104:1              | Stensättning                |              | Ljungby, Småland    |               | 56.614053, 16.181651 | 10083501040001 | Ladda upp en bild av detta fornminne      |
| Ljungby 106:1              | Hällristning                |              | Ljungby, Småland    |               | 56.623940, 16.149592 | 10083501060001 | Ladda upp en bild av detta fornminne      |
| Ljungby 107:1              | Hällristning                |              | Ljungby, Småland    |               | 56.622982, 16.132656 | 10083501070001 | Ladda upp en bild av detta fornminne      |
| Ljungby 108:1              | Stensättning                |              | Ljungby, Småland    |               | 56.632651, 16.136543 | 10083501080001 | Ladda upp en bild av detta fornminne      |
| Ljungby 109:1              | Röse                        |              | Ljungby, Småland    |               | 56.630823, 16.130429 | 10083501090001 | Ladda upp en bild av detta fornminne      |
| Ljungby 109:2              | Stensättning                |              | Ljungby, Småland    |               | 56.630703, 16.131271 | 10083501090002 | Ladda upp en bild av detta fornminne      |
| Ljungby 110:1              | Gravfält                    |              | Ljungby, Småland    |               | 56.629798, 16.136164 | 10083501100001 | Ladda upp en bild av detta fornminne      |
| Ljungby 111:1              | Stensättning                |              | Ljungby, Småland    |               | 56.618962, 16.166330 | 10083501110001 | Ladda upp en bild av detta fornminne      |
| Ljungby 113:1              | Hällristning                |              | Ljungby, Småland    |               | 56.620770, 16.156796 | 10083501130001 | Ladda upp en bild av detta fornminne      |
| Ljungby 114:1              | Hällristning                |              | Ljungby, Småland    |               | 56.618061, 16.151755 | 10083501140001 | Ladda upp en bild av detta fornminne      |
| Ljungby 115:1              | Hällristning                |              | Ljungby, Småland    |               | 56.617154, 16.151665 | 10083501150001 | Ladda upp en bild av detta fornminne      |
| Ljungby 124:1              | Stensättning                |              | Ljungby, Småland    |               | 56.600420, 16.213479 | 10083501240001 | Ladda upp en bild av detta fornminne      |
| Ljungby 125:1              | Hällristning                |              | Ljungby, Småland    |               | 56.635611, 16.147842 | 10083501250001 | Ladda upp en bild av detta fornminne      |
| Ljungby 126:1              | Hällristning                |              | Ljungby, Småland    |               | 56.634428, 16.155160 | 10083501260001 | Ladda upp en bild av detta fornminne      |
| Ljungby 127:1              | Röse                        |              | Ljungby, Småland    |               | 56.639625, 16.130944 | 10083501270001 | Ladda upp en bild av detta fornminne      |
| Ljungby 129:1              | Röse                        |              | Ljungby, Småland    |               | 56.637838, 16.130301 | 10083501290001 | Ladda upp en bild av detta fornminne      |
| Ljungby 130:2              | Stenkrets                   |              | Ljungby, Småland    |               | 56.584217, 16.189780 | 10083501300002 | Ladda upp en bild av detta fornminne      |
| Ljungby 132:1              | Röse                        |              | Ljungby, Småland    |               | 56.603937, 16.211534 | 10083501320001 | Ladda upp en bild av detta fornminne      |
| Ljungby 132:2              | Stensättning                |              | Ljungby, Småland    |               | 56.603723, 16.211561 | 10083501320002 | Ladda upp en bild av detta fornminne      |
| Ljungby 132:3              | Stensättning                |              | Ljungby, Småland    |               | 56.603691, 16.211046 | 10083501320003 | Ladda upp en bild av detta fornminne      |
| Ljungby 133:1              | Stensättning                |              | Ljungby, Småland    |               | 56.603187, 16.215913 | 10083501330001 | Ladda upp en bild av detta fornminne      |
| Ljungby 136:1              | Stensättning                |              | Ljungby, Småland    |               | 56.627684, 16.129664 | 10083501360001 | Ladda upp en bild av detta fornminne      |
| Ljungby 139:1              | Hällristning                |              | Ljungby, Småland    |               | 56.634714, 16.125418 | 10083501390001 | Ladda upp en bild av detta fornminne      |
| Ljungby 141:1              | Gravfält                    |              | Ljungby, Småland    |               | 56.636314, 16.127079 | 10083501410001 | Ladda upp en bild av detta fornminne      |
| Ljungby 144:1              | Stensättning                |              | Ljungby, Småland    |               | 56.628561, 16.121712 | 10083501440001 | Ladda upp en bild av detta fornminne      |
| Ljungby 162:1              | Stensättning                |              | Ljungby, Småland    |               | 56.653379, 16.191668 | 10083501620001 | Ladda upp en bild av detta fornminne      |
| Ljungby 165:1              | Gravfält                    |              | Ljungby, Småland    |               | 56.663602, 16.174620 | 10083501650001 | Ladda upp en bild av detta fornminne      |
| Ljungby 174:1              | Gravfält                    |              | Ljungby, Småland    |               | 56.659329, 16.159238 | 10083501740001 | Ladda upp en bild av detta fornminne      |
| Ljungby 192:1              | Röse                        |              | Ljungby, Småland    |               | 56.690188, 16.178469 | 10083501920001 | Ladda upp en bild av detta fornminne      |
| Ljungby 196:1              | Gravfält                    |              | Ljungby, Småland    |               | 56.665964, 16.143905 | 10083501960001 | Ladda upp en bild av detta fornminne      |
| Ljungby 201:1              | Hällristning                |              | Ljungby, Småland    |               | 56.622835, 16.125624 | 10083502010001 | Ladda upp en bild av detta fornminne      |
| Ljungby 205:1              | Stensättning                |              | Ljungby, Småland    |               | 56.614897, 16.114385 | 10083502050001 | Ladda upp en bild av detta fornminne      |
| Ljungby 206:1              | Hällristning                |              | Ljungby, Småland    |               | 56.607250, 16.129030 | 10083502060001 | Ladda upp en bild av detta fornminne      |
| Ljungby 209:1              | Stensättning                |              | Ljungby, Småland    |               | 56.603283, 16.127191 | 10083502090001 | Ladda upp en bild av detta fornminne      |
| Ljungby 210:1              | Gravfält                    |              | Ljungby, Småland    |               | 56.598577, 16.120680 | 10083502100001 | Ladda upp en bild av detta fornminne      |
| Ljungby 308:1              | Stensättning                |              | Ljungby, Småland    |               | 56.666542, 16.125309 | 10083503080001 | Ladda upp en bild av detta fornminne      |
| Ljungby 308:2              | Stensättning                |              | Ljungby, Småland    |               | 56.666671, 16.125078 | 10083503080002 | Ladda upp en bild av detta fornminne      |
| Ljungby 308:3              | Stensättning                |              | Ljungby, Småland    |               | 56.666701, 16.125323 | 10083503080003 | Ladda upp en bild av detta fornminne      |
| Ljungby 308:4              | Stensättning                |              | Ljungby, Småland    |               | 56.666714, 16.125550 | 10083503080004 | Ladda upp en bild av detta fornminne      |
| Ljungby 352:1              | Stensättning                |              | Ljungby, Småland    |               | 56.692532, 16.175218 | 10083503520001 | Ladda upp en bild av detta fornminne      |
| Ljungby 361:1              | Hällristning                |              | Ljungby, Småland    |               | 56.616510, 16.151224 | 10083503610001 | Ladda upp en bild av detta fornminne      |
| Ljungby 362:1              | Stensättning                |              | Ljungby, Småland    |               | 56.617551, 16.150528 | 10083503620001 | Ladda upp en bild av detta fornminne      |
| Ljungby 427                | Stensättning                |              | Ljungby, Småland    |               | 56.686234, 16.126569 | 12000000130579 | Ladda upp en bild av detta fornminne      |
| Mortorp 246                | Kvarn                       |              | Ljungby, Småland    |               | 56.638480, 16.053126 | 12000000131236 | Ladda upp en bild av detta fornminne      |